# María Almenta
Maria Almenta (María Garcia-Almenta Poole, Madrid, 26 de Março de 1997) é uma modelo espanhola vencedora do concurso Elite Model Look Espanha 2015.

## Começo de vida
Almenta nasceu em 26 de março de 1997 na cidade de Madrid, Espanha. Na idade de 5 anos de idade mudou-se com sua família para o município de Boadilla del Monte. Almenta está bastante em ciências e matemática.

### Elite Model Look Espanha
Com apenas 18 anos, Almenta enviou suas fotos para o site do Elite Model Look e mais tarde foi selecionada em um casting preliminar, conseguindo passar no teste. O vencedor masculino da mesma edição do concurso foi o modelo masculino Markel Gajate.

### Elite Model Look World Final 2015
Almenta e Gajate representaram Espanha na final mundial do Elite em 23 de novembro de 2015 na cidade de Milão, Itália.